# طيران كندا

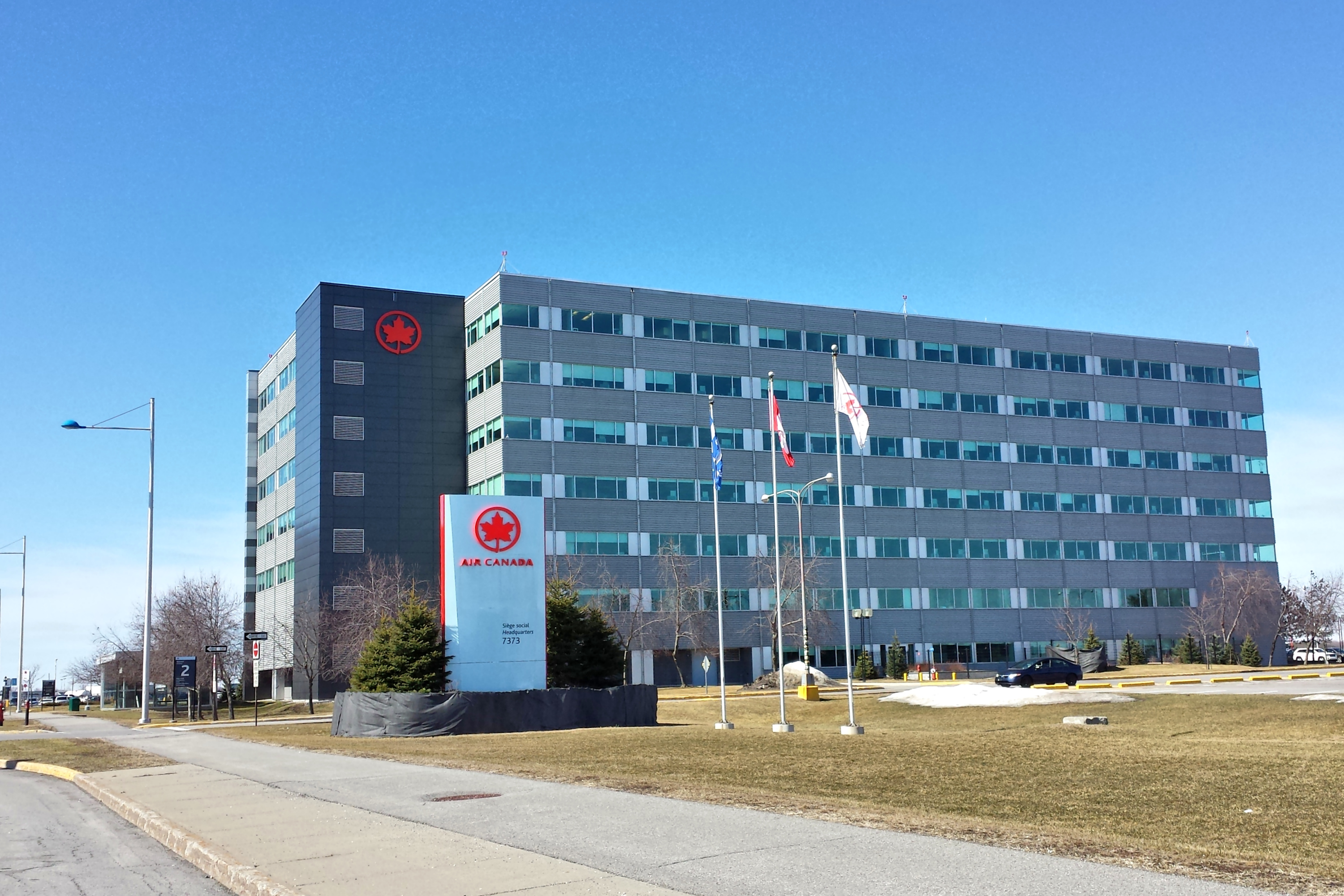
المقر الرئيسي لشركة طيران كندا

طيران كندا أو إير كندا (بالإنجليزية: Air Canada) هي شركة الطيران الوطنية في كندا، يقع المقر الرئيسي للشركة في مونتريال بمقاطعة كيبك، تتخذ من مطار تورنتو بيرسون الدولي مركزاً لعملياتها، يرجع تاريخ تأسيس الشركة إلى عام 1936، تقدم الشركة خدماتها لأكثر من 150 وجهة في أمريكا الشمالية، أمريكا الجنوبية، أوروبا، آسيا وأستراليا، تعد شركة طيران كندا ثامن أكبر شركة طيران في العالم من حيث حجم الأسطول، وتعد الشركة عضواً مؤسساً في تحالف ستار، وتعتبر طيران كندا شركة تابعة للشركة الأم إيه سي إي القابضة للطيران.

## الوجهات

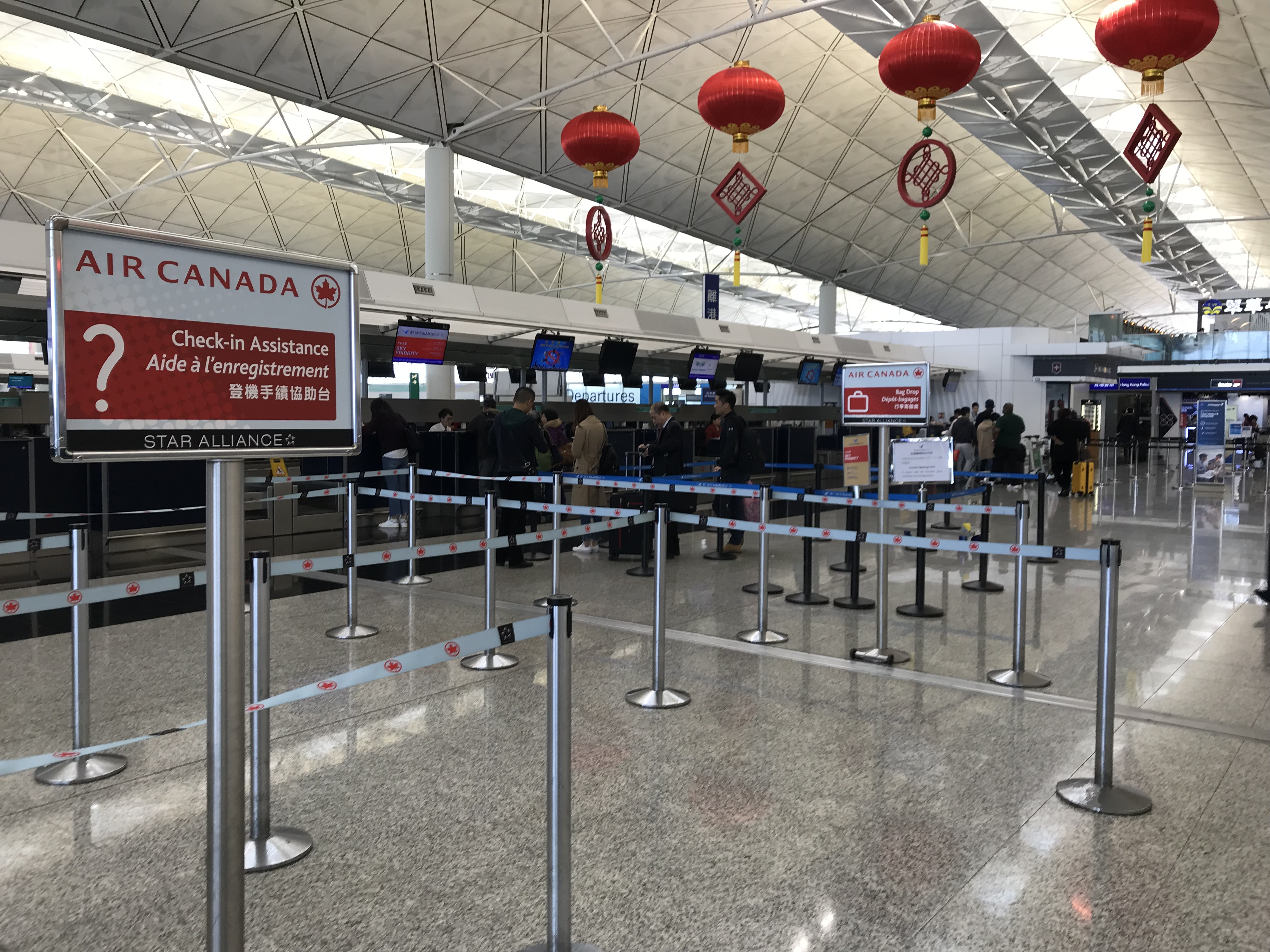
مكتب تسجيل الوصول التابع لشركة طيران كندا في مطار هونغ كونغ الدولي.

تطير شركة طيران كندا إلى 64 وجهة محلية 158 وجهة دولية عبر آسيا وأفريقيا والأمريكتين وأوروبا وأوقيانوسيا. إلى جانب شركائها الإقليميين، تخدم الشركة أكثر من 222 وجهة في 47 دولة في ست قارات حول العالم.

### اتفاقية الرمز المشترك
لدى طيران كندا اتفاقية الرمز المشترك مع الشركات التالية:
- خطوط إيجة الجوية
- أير لينغس
- طيران الصين
- Air Dolomiti
- طيران الهند
- طيران نيوزيلندا
- خطوط كل اليابان الجوية
- خطوط آسيانا الجوية
- الخطوط الجوية النمساوية
- أفيانكا
- الخطوط الجوية البلجيكية
- كاثي باسيفيك[9]
- Central Mountain Air
- الخطوط الجوية الكرواتية
- مصر للطيران
- طيران الإمارات[10]
- الخطوط الجوية الإثيوبية
- الاتحاد للطيران
- يورو وينجز
- إيفا للطيران
- Gol Linhas Aéreas Inteligentes
- خطوط لوت الجوية البولندية
- لوفتهانزا
- طيران الشرق الأوسط
- الخطوط الجوية القطرية[11]
- الخطوط الجوية الإسكندنافية
- الخطوط الجوية السنغافورية
- الخطوط الجوية السريلانكية
- الخطوط الجوية الدولية السويسرية
- تاب برتغال
- الخطوط الجوية الدولية التايلاندية
- الخطوط الجوية التركية
- الخطوط الجوية المتحدة
- خطوط فيرجن أستراليا الجوية
- فيستارا[12]

### الاتفاقيات المشتركة
أبرمت شركة طيران كندا اتفاقيات مشتركة مع شركات الطيران التالية:
- أير لينغس
- خطوط إيجة الجوية
- الخطوط الجوية الأرجنتينية
- طيران المكسيك
- الخطوط الجوية الجزائرية
- طيران البلطيق
- Air Calédonie
- طيران الصين
- Air Creebec
- Air Dolomiti
- الخطوط الجوية الفرنسية
- طيران الهند
- طيران مالطا
- طيران موريشيوس
- طيران نيوزيلندا
- طيران صربيا
- Air Tahiti Nui
- خطوط آلاسكا الجوية
- خطوط كل اليابان الجوية
- الخطوط الجوية الأمريكية
- خطوط آسيانا الجوية
- الخطوط الجوية النمساوية
- أفيانكا
- أفيانكا كوستاريكا
- أفيانكا الإكوادور
- أفيانكا السلفادور
- أزول البرازيل
- Bearskin Airlines
- خطوط بيمان بنغلاديش الجوية
- الخطوط الجوية البريطانية
- الخطوط الجوية البلجيكية
- Canadian North
- Caribbean Airlines
- كاثي باسيفيك
- Cayman Airways
- Central Mountain Air
- الخطوط الجوية الصينية
- خطوط شرق الصين الجوية
- خطوط جنوب الصين الجوية
- خطوط كوبا الجوية
- الخطوط الجوية الكرواتية
- الخطوط الجوية التشيكية
- خطوط دلتا الجوية
- إديلويس إير
- مصر للطيران
- طيران الإمارات
- الخطوط الجوية الإثيوبية
- الاتحاد للطيران
- يورو وينجز
- إيفا للطيران
- خطوط فيجي الجوية
- طيران فرست
- غارودا إندونيسيا
- Gol Linhas Aéreas Inteligentes
- طيران الخليج
- خطوط هاواي الجوية
- خطوط هونغ كونغ الجوية
- أيبيريا (شركة طيران)
- طيران آيسلندا
- الخطوط الجوية اليابانية
- Jeju Air
- خطوط جيت ستار الجوية
- خطوط جيتستار آسيا الجوية
- Jetstar Japan
- خطوط جونياو الجوية
- الخطوط الجوية الكينية
- الخطوط الجوية الملكية الهولندية
- كوريا للطيران
- الخطوط الجوية الكويتية
- مجموعة خطوط لاتام الجوية
- LIAT
- خطوط لوت الجوية البولندية
- لوفتهانزا
- لوكس إير
- الخطوط الجوية الماليزية
- Olympic Air
- الطيران العماني
- الخطوط الجوية الدولية الباكستانية[13]
- Pascan Aviation
- الخطوط الجوية الفلبينية
- PAL Airlines
- الخطوط الجوية القطرية
- كانتاس
- الخطوط الملكية المغربية
- الملكية الأردنية
- الخطوط السعودية
- الخطوط الجوية الإسكندنافية
- خطوط شينزين الجوية
- Silver Airways
- الخطوط الجوية السنغافورية
- خطوط جنوب إفريقيا الجوية
- الخطوط الجوية السريلانكية
- الخطوط الجوية الدولية السويسرية
- تاب برتغال
- الخطوط الجوية الدولية التايلاندية
- الخطوط التونسية
- الخطوط الجوية التركية
- الخطوط الجوية الدولية الأوكرانية
- الخطوط الجوية المتحدة
- الخطوط الجوية الفيتنامية
- خطوط فيرجن أتلانتيك الجوية
- خطوط فيرجن أستراليا الجوية
- Widerøe

## أسطول
اعتبارًا من يناير 2022، تشغل طيران كندا أسطولًا من 168 طائرة من شركتي إيرباص وبوينغ، مع 114 طائرة مروحية توربينية وطائرة إقليمية أخرى لشركة طيران كندا اكسبريس التابعة.

## وصلات خارجية
- الموقع الرسمي للشركة (بالإنجليزية)
- تفاصيل أسطول طيران كندا (بالإنجليزية)